# Caponnière
Caponnière (ook koffer of grachtengang genoemd) is een vorm van een fortificatie, het is een begrip uit de vestingbouw.
- In een vesting met bastions: een overdekte uitsprong in de droge gracht, of een gedekte doorgang naar een voorgelegen werk, ingericht ter verdediging van de flanken van deze droge gracht.
- In een polygonale vesting: een overdekte galerij, dwars over de droge gracht, tussen het escarpe en het contrescarpe, de buitenkanten van de droge gracht. De schietgaten konden ofwel langs één kant zijn geplaatst: enkele caponnière, zoals in het Fort van Walem, of langs beide zijden: dubbele caponnière. Een revers-caponnière is een uitbouw aan de keelzijde van het fort, om een doorgedrongen vijand in de rug onder vuur te nemen.

Een uitstekend voorbeeld van dubbele caponnières in een polygonaal stelsel kan men vinden in het Fort Napoleon in Oostende. De aanvallers, die erin slaagde, over de contrescarp te geraken, kwamen in een gesloten zone van de droge gracht terecht tussen twee caponnières en hadden geen overlevingskans.
In Nederland zijn caponnières onder andere te zien in het Waldeckbastion en de Linie van Du Moulin te Maastricht, en in Fort Sabina Henrica te Heijningen (waaronder een dubbele).

## Galerij

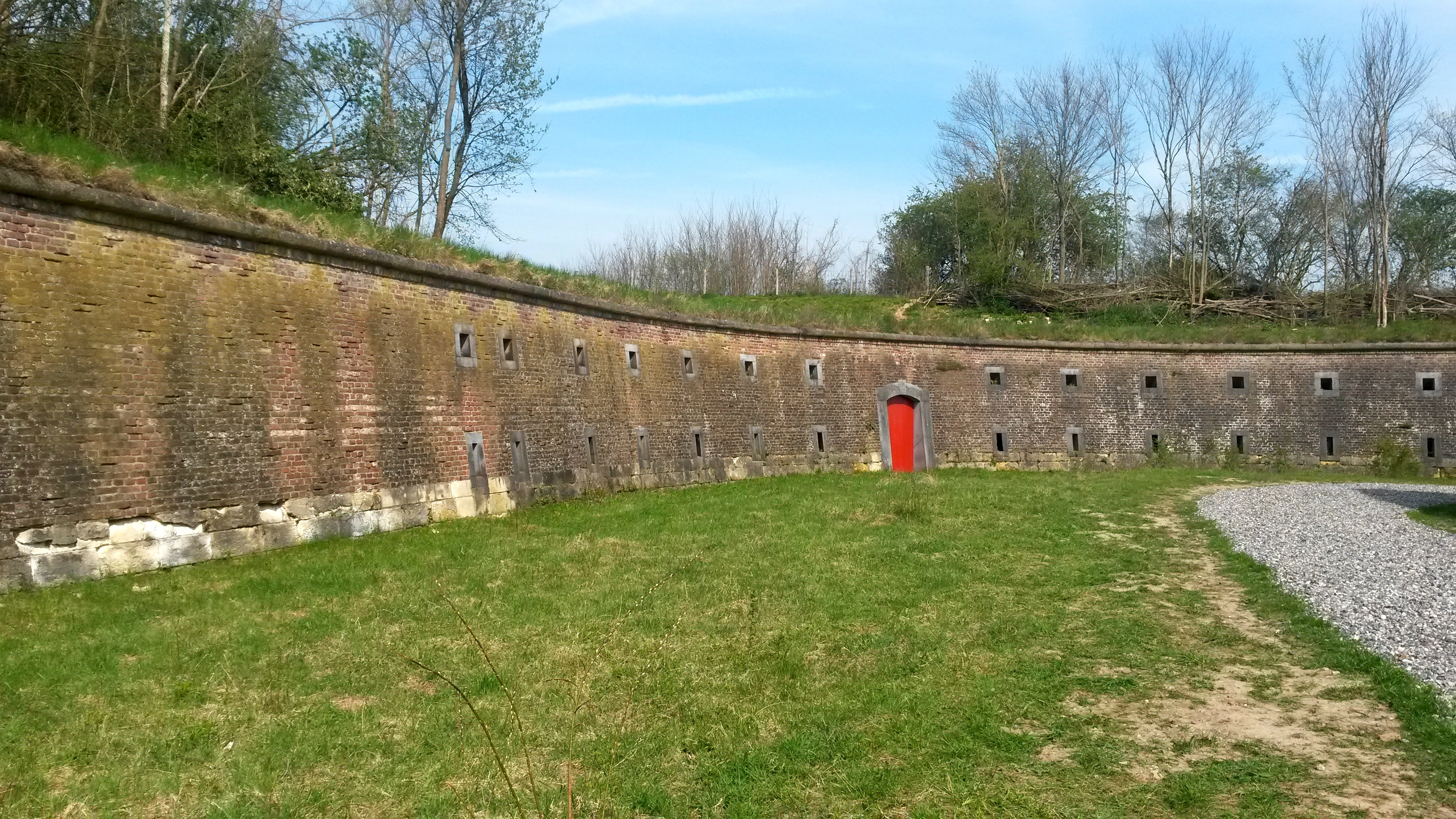
Caponnière in Bastion Holstein, Linie van Du Moulin, Maastricht
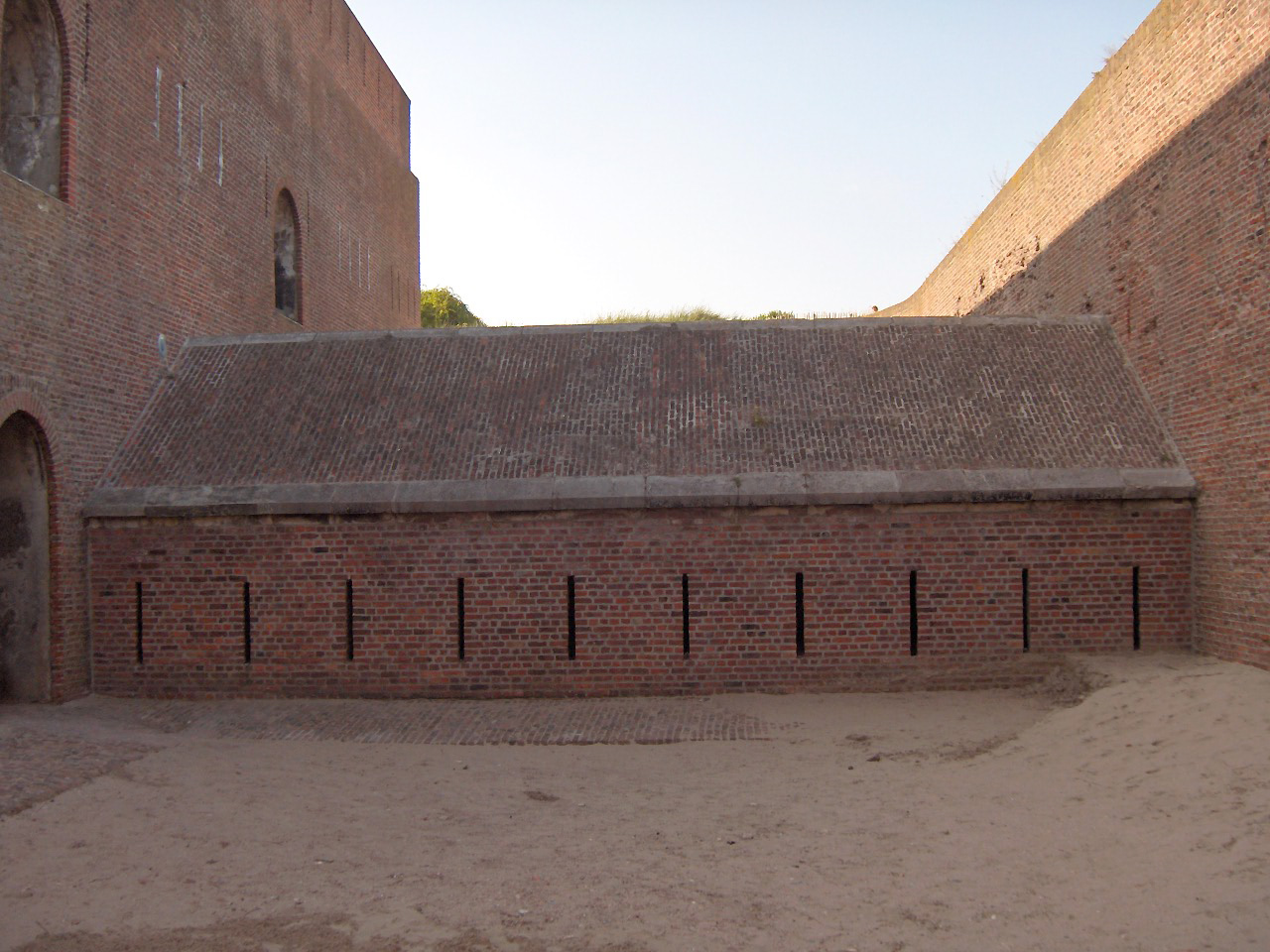
Caponnière in een polygonaal stelsel
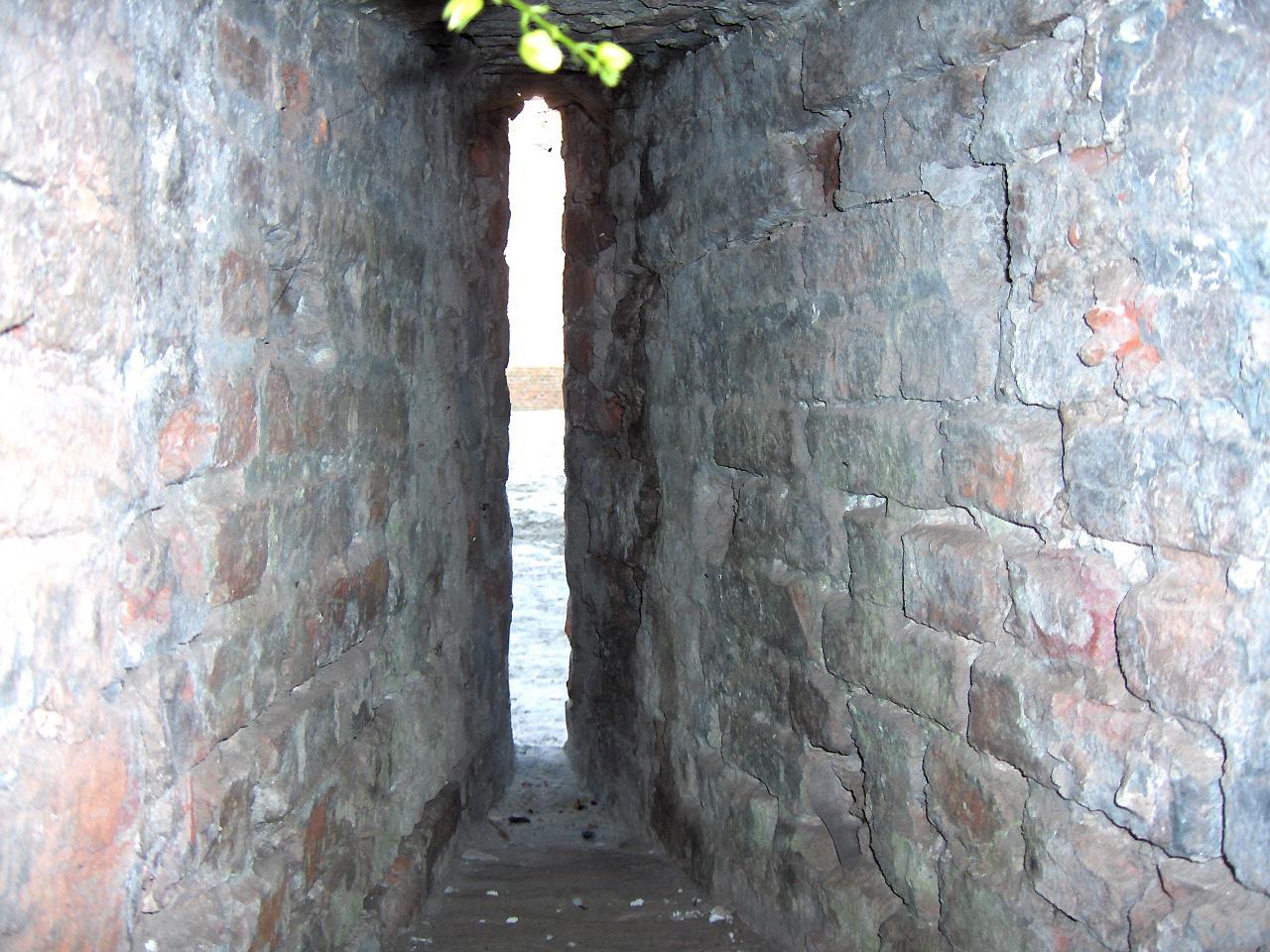
Gezicht vanuit een schietgat op de droge gracht
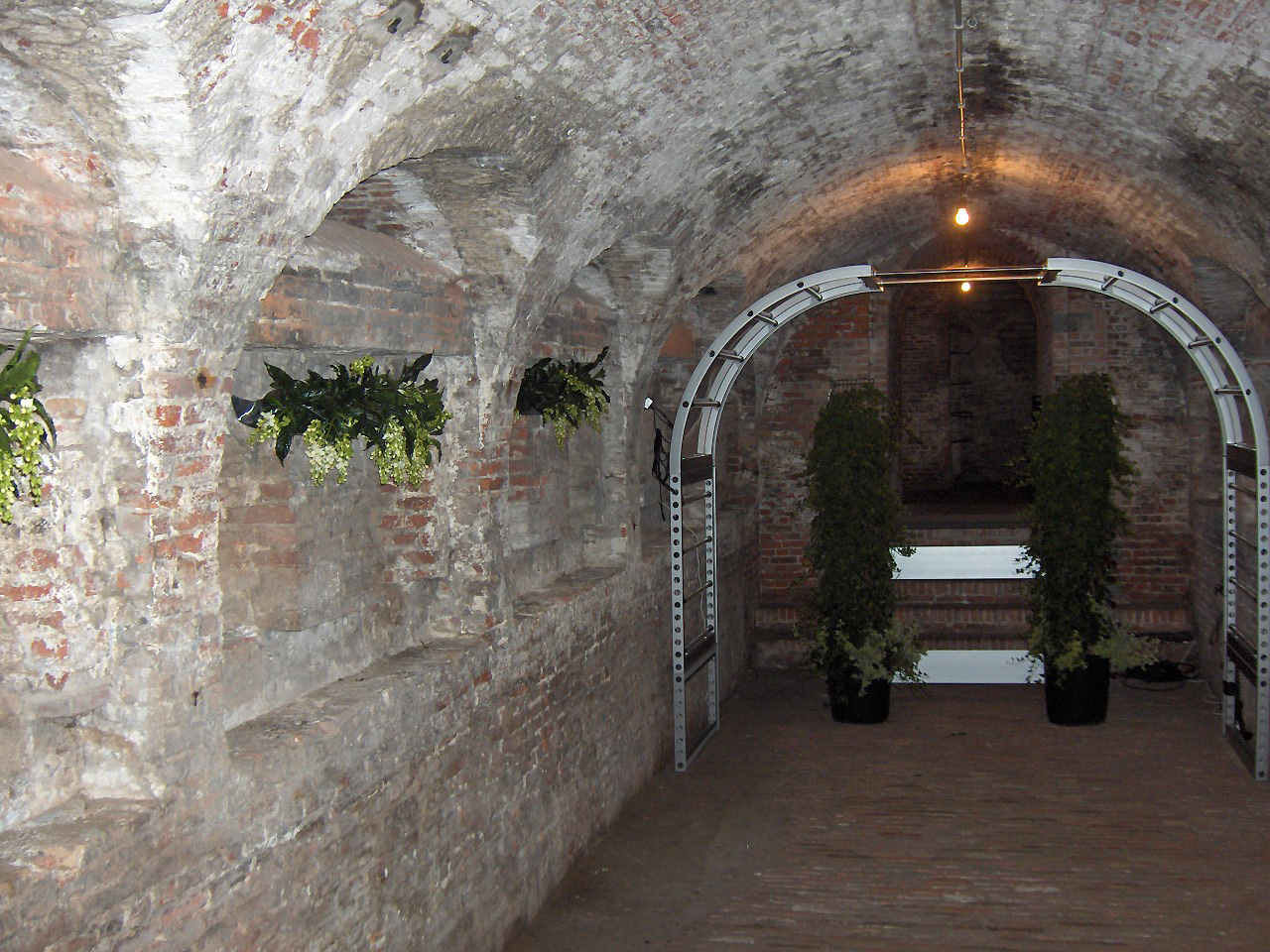
Binnengezicht van een caponnière

acces · affuit · approche · arsenaal · banket · barbacane · barbette · bastion · bastei · batterij · bedekte weg · beer · berm · blokhuis · bolwerk · borstwering · bres · buitenwerk · bunker · bonnet-traverse · caponnière · circumvallatielinie · citadel · contravallatielinie · contre-approche · contrefossé · contregarde · coupure· contrescarpe · courtine · couvre-face · cunette · damsluis · Dienst der Fortificatiën · demi-lune · dwingel · enveloppe · erkertoren · escarpe · face · faussebraye · flank · flèche · fort · fossé · glacis · gracht · halve maan · hamei · hoornwerk · inundatie ·  inundatiekanaal · inundatiesluis · Italiaans vestingstelsel · kat · kazemat · keel · kroonwerk · kruithuis · landpoort · linie · lunet · mezekouw · Nieuw Nederlands Vestingstelsel · onderwal · ontmanteling · opril · Oud-Nederlands vestingstelsel · palissade · papenmuts · plongee · polygonaal stelsel · poortgebouw · poterne · pulvertoren · ravelijn · redan · redoute · reduit · retranchement · rondeel · saillant · sas · schans · schietgat · schilderhuis · schootsveld · singel · sortie · stadsmuur · stadspoort · tamboer · terreplein · tenaille · tobruk · torenfort · traverse · valhek · verdedigingswerk · vesting · vestingstad · voorwerk · wal · walstraat · waltoren · wapenplaats · waterlinie · waterpoort · weermuur · wolfskuil · zwaluwstaart